# Hualcán
Le Hualcán (du quechua : wallqa = « collier ») est une montagne de la cordillère Blanche dans les Andes centrales au Pérou. Elle s'élève à une altitude de 6 125 mètres. Le Hualcán est situé dans la région d'Ancash à la limite entre les provinces d'Asunción et de Carhuaz.

## Géographie
La montagne fait partie du massif de la Nevado Copa, dans la partie centrale de la cordillère Blanche. Vu de l'ouest, le Hualcán a la forme d'un grand plateau enneigé et, de son côté est, il se présente comme un grand cercle formé d'énormes murs. La montagne a deux sommets de plus de 6 000 m, le Hualcán ouest (6 104 m) et le sommet principal (6 125 m), séparés par une large crête qui n'est pas particulièrement difficile à gravir.

## Histoire

### Ascension
La première ascension de la montagne a eu lieu en août 1939. Elle est réalisée par Siegfried Rohrer et Karl Schmid. Les deux alpinistes allemands atteignent le sommet principal par la face sud, puis traversent la crête et atteignent le sommet ouest.

### Menaces et prévention
La crue de Carhuaz de 2010 est générée par le détachement de blocs de glace sur le sommet ouest et leur chute dans la lagune glaciaire 513. Elle provoque une importante vague et fait déborder le barrage morainique. Elle a légèrement affecté les villages d'Acopampa, Pariacaca, Hualcán et Obraje dans le bassin du río Chucchun,. En 2013, l'Unité de glaciologie de l'Autoridad Nacional del Agua (ANA) installe le premier système d'alerte précoce dans la lagune sous la neige pour éviter une tragédie majeure à l'avenir.